# Sainte-Aulde
Sainte-Aulde is een gemeente in het Franse departement Seine-et-Marne (regio Île-de-France) en telt 516 inwoners (1999). De plaats maakt deel uit van het arrondissement Meaux.

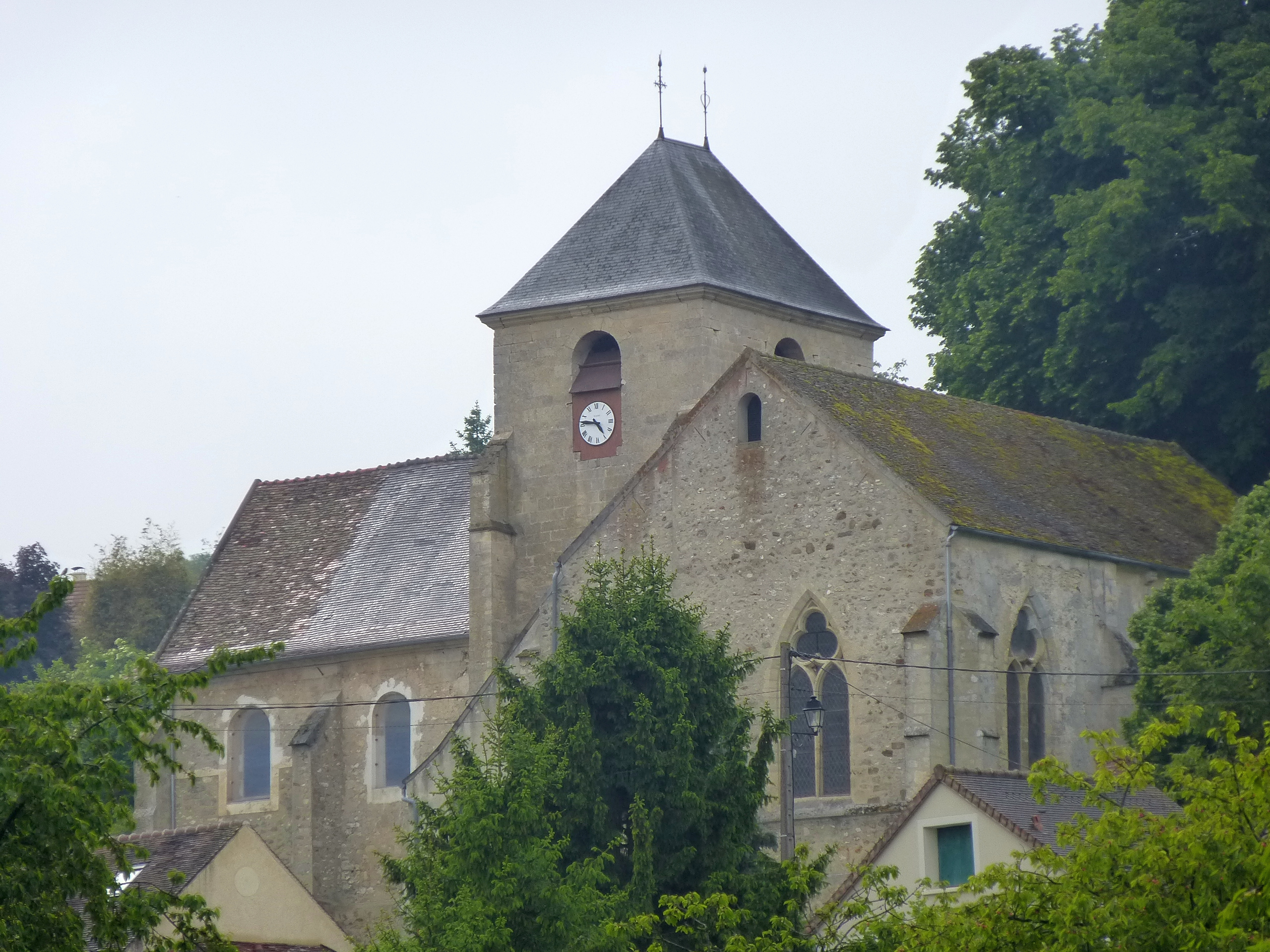
Kerk van Sainte-Aulde
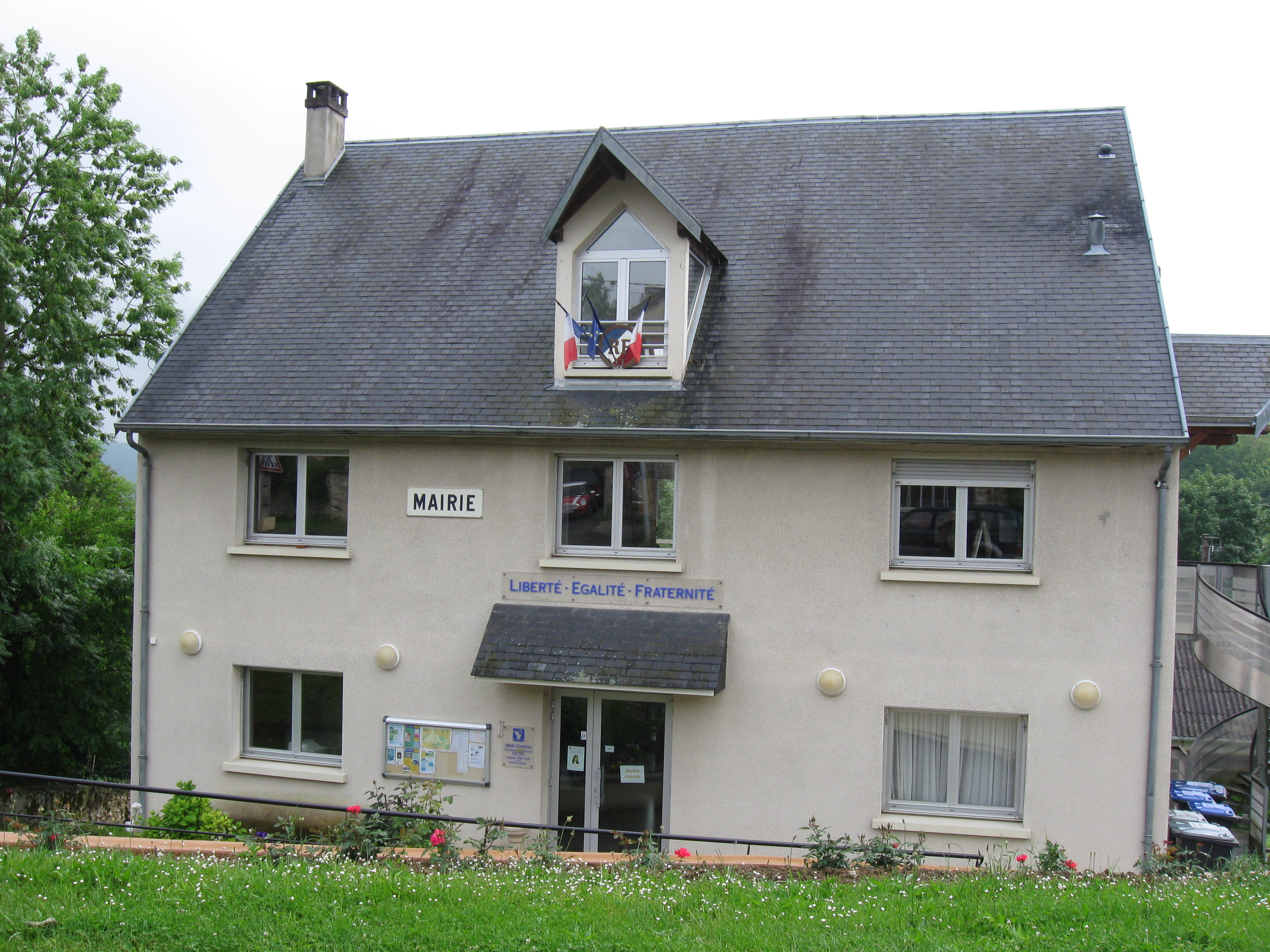
Gemeentehuis

## Geografie
De oppervlakte van Sainte-Aulde bedraagt 8,6 km², de bevolkingsdichtheid is 60,0 inwoners per km².
De onderstaande kaart toont de ligging van Sainte-Aulde met de belangrijkste infrastructuur en aangrenzende gemeenten.

## Demografie
Onderstaande figuur toont het verloop van het inwonertal (bron: INSEE-tellingen).